# Thalerastria
Thalerastria là một chi bướm đêm thuộc họ Noctuidae.